# Батальонное орудие

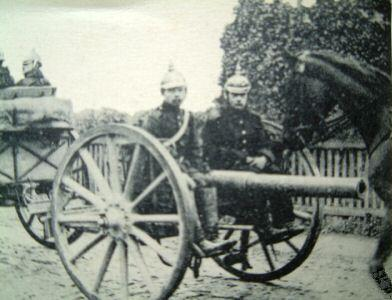
Германское буксируемое орудие, Первая мировая война.

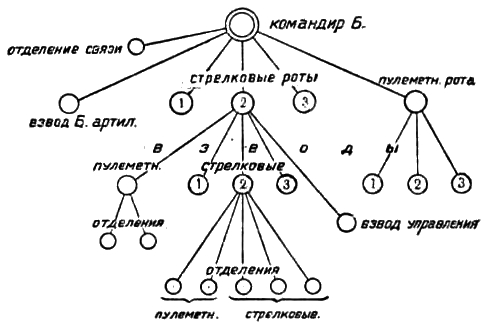
Схема организации стрелкового батальона мирного времени, на 1 января 1927 года, в его составе присутствует взвод батальонной артиллерии.

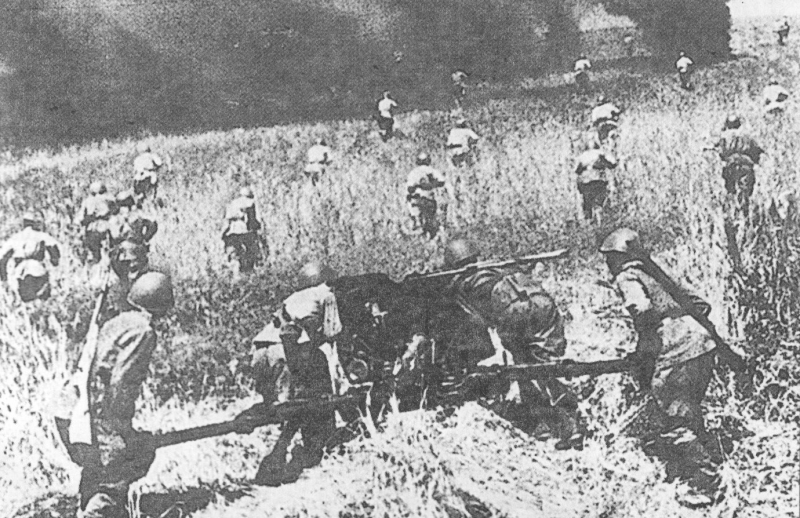
Атакует советская пехота и артиллерия.

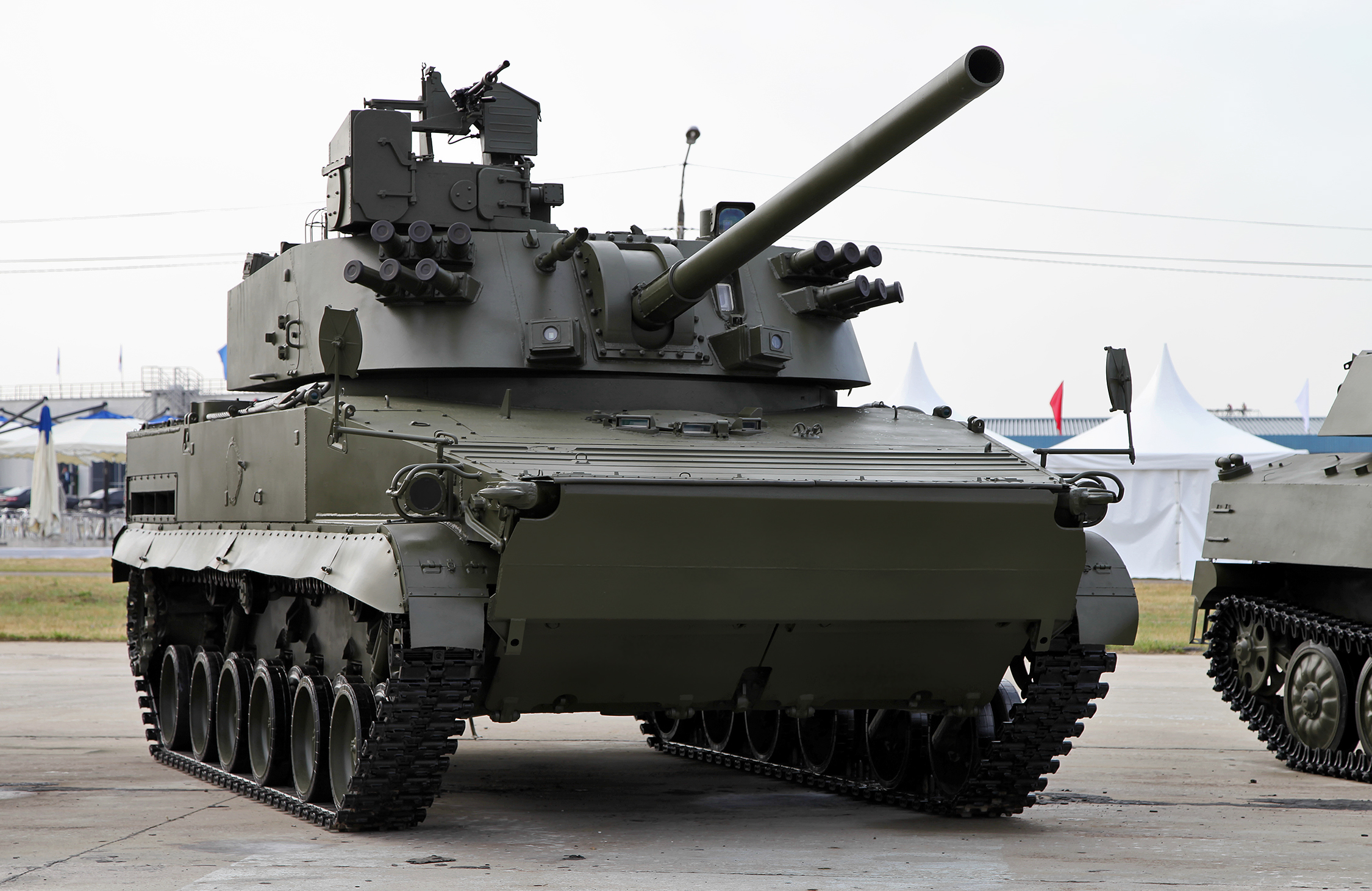
120-мм батальонная САУ 2С31.

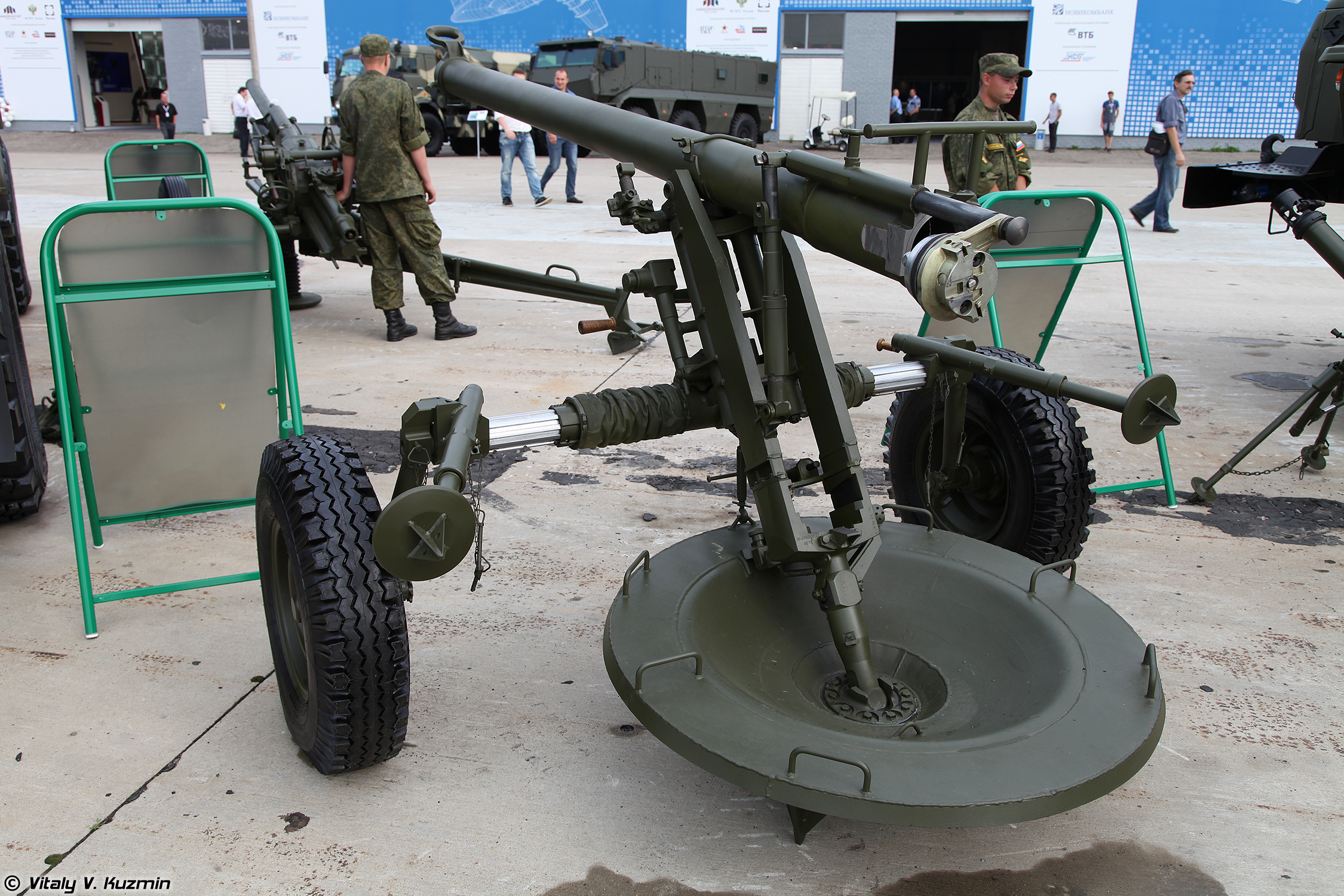
120-мм миномёт 2Б23 Нона-М1.

Батальонное орудие — орудие предусмотренное по штату в батальоне стрелков (мотострелков) и пехоте (мотопехоте).

## История
Шведский король Густав-Адольф, в XVII столетии, являющийся основателем лёгкой артиллерии, настолько облегчил систему орудий, в вооружённых силах Швеции, бывших до того крайне неподвижными, что 3-х или 4-фунтовые пушки на паре лошадей, впряженных непосредственно к лафету, всюду могли всюду поспевать за пехотой и были приданы полкам его армии в Тридцатилетнюю войну. Введенная таким образом полковая артиллерия раздроблялась по батальонам, составляя так называемые батальонные орудия.
Особенностью применения, в тот период времени, батальонных орудий было отсутствие самостоятельных боевых задач, а исключительно — назначение усиливать метательное действие пехоты.
С развитием военного дела число полковых орудий на пехотный (стрелковый) батальон изменялось:
- в первую половину XVIII века во французской армии — по одному;
- в России, в начале XVIII века — по одному, а с 1735 года — два, в конце XVIII века опять по одному;
- в Австрии Германо-римской империи, во второй половине XVIII века — по четыре.

В Вооружённых силах Российской империи полковая артиллерия, а вместе с тем и её применение в качестве батальонных орудий, прекратила свое существование к началу XIX века, когда в 1800 году орудия были отобраны от полков (сначала только на мирное время), а в 1806 года — сведены в артиллерийские полки.
Батальонная артиллерия в новом виде возникла в Первую мировую войну. С появлением новых типов вооружения и в связи с разнообразием и сложностью боевых задач выполняемых батальонами, в их состав включались огневые средства (станковые пулемёты, миномёты, артиллерийские орудия) и подразделения (взводы, батареи), так во время Первой мировой войны все армии приняли одинаковый состав батальона — трёхротный. Однако, с 1916 года, когда пехота и стрелки начали быстро насыщаться автоматическим оружием, батальонам были приданы специальные пулемётные команды, которые до того времени входили только в состав полков. По окончании войны в состав батальона ввели, кроме того, пехотную артиллерию (два — три орудия мелкого калибра) — батальонную артиллерию. Необходимость появления батальонного орудия диктовалась необходимостью иметь лёгкое буксируемое оружие для огня по крутой навесной и настильной траекториям. Стояла задача совместить необходимую мобильность с возможностью уничтожения лёгких укрытий и укреплений, а также истребления пехоты в окопах. Проблемы со связью в годы ПМВ затрудняли оперативное применение артиллерии дивизионного звена в означенных выше целях. Решить задачу непрерывной поддержки продвигающейся внутри оборонительной полосы противника пехоты можно было только приданием ей собственных артиллерийских средств, продвигающихся вместе с пехотой и организационно с ней связанных. Соответственно, разрешение этих задач свелось к появлению миномёта среднего калибра и среднекалиберной буксируемой пушки. Типичными представителями этих двух систем на момент Первой мировой войны стали французские орудия: 37-мм пехотная пушка TR Mle 16 образца 1916 года (37×94 мм R) и 81-мм миномёт Стокса образца 1918 года.
Дальнейшее развитие техники расширило круг задач стоящих перед батальонной артиллерией. Ими стали поражение танков и зенитная оборона от штурмовой авиации. Таким образом, требования к батальонной артиллерии стали таковы:
- Скорострельная пушка калибра 20 мм — 25 мм универсального применения, позволяющую использовать её как против самолётов, так и против наземных целей.
- Противотанковая пушка калибром 37 мм — 57 мм.
- Миномёт калибром 75 мм — 81 мм.

Однако на практике, это привело бы к перегруженности логистики и снижению подвижности батальонов. Поэтому чаще всего решение зенитных задач переводили под ответственность специализированных частей ПВО. А противотанковые батареи находились на уровне полка.
В годы ВОВ батальонной артиллерией стрелковой дивизии РККА был 82-мм миномёт БМ-37. и 45-мм противотанковая пушка.
82-мм миномёты, полагались по штату в миномётной роте стрелковых батальонов РККА ВС Союза ССР (6 орудий), а 45-мм пушки, образца 1937 года, противотанковым взводам (два орудия), согласно штату 04/600, от 29 июля 1941 года оставшиеся целыми 45-мм орудия оставили только на полковом уровне в истребительно-противотанковых батареях в количестве 6 единиц.
К концу XX века в роли батальонной артиллерии стали выступать 120-мм миномёты типа 2Б11 или полуавтоматические 82-мм 2Б9.